# Campanyes tres-anti i cinc-anti
La Campanya tres-anti (1951) i la Campanya cinc-anti (1952) (Xinès: 三反五反
; pinyin: sān fǎn wǔ fǎn) van ser reformes realitzades per Mao Zedong dos anys després de fundar de la República Popular de la Xina en un esforç per acabar amb la corrupció a les ciutats i amb els enemics de l'estat. El resultat va consolidar el poder de Mao permetent eliminar els adversaris polítics i, especialment, la burgesia.

## Sanfan
La campanya tres-anti (o Sanfan) va començar a Manxúria a finals de 1951, principis de 1952. L'objectiu de la campanya era acabar amb la "corrupció (反对贪污), el malbaratament (反对浪费) i la burocràcia (反对官僚主义)". El moviment pretenia eliminar els oficials del govern així com antic membres del Kuomintang, tots ells buròcrates, que es consideraven corruptes i que havien adoptat posicions d'influència en àrees urbanes. Així doncs, es van organitzar concentracions ciutadanes públiques perquè els mateixos habitants dels municipis critiquessin els oficials corruptes i que abusaven del seu poder.
Al voltant d'un 5% de tots els funcionaris van ésser condemnats alguns a penes de presó i la resta (la majoria) acomiadats.
Els 3 antis eren:
- Corrupció （反对贪污）
- Malbaratament （反对浪费）
- Burocràcia （反对官僚主义）

## Wufan
La campanya cinc-anti (o Wufan) va començar el gener de 1952, amb un objectiu molt més ambiciós. La campanya anava destinada eliminar les pràctiques corruptes a l'economia urbana. Es perseguien "els suborns (反对行贿), l'evasió fiscal (反对偷税漏税), el robatori de propietats de l'estat (反对盗骗国家财产), el frau (反对偷工减料) i el robatori d'informació econòmica d'estat (反对盗窃国家经济情报). Les condemnes que es van rebre van ser penes de presó, per aquells que havien comès delictes econòmics greus, i la resta (la majoria) amb penes econòmiques que anaven des del retorn dels impostos evadits, multes exemplars o fins i la nacionalització parcial de fàbriques i empreses (per, finalment, ésser nacionalitzades en la seva totalitat). Un total de 450.000 empreses van ésser investigades.
El 5 antis eren:
- Suborns （反对行贿）
- Robatori de propietats de l'estat （反对盗骗国家财产）
- Evasió fiscal （反对偷税漏税）
- Frau （反对偷工减料）
- Robatori d'informació econòmica d'estat (反对盗窃国家经济情报)

Es calcula que durant aquest període, uns 20.000 oficials del partit i 6.000 treballadors formats van ésser mobilitzats per realitzar les tasques d'investigació, sempre s'amagat, de les empreses i fàbriques. A més a més, val destacar les campanyes propagandístiques que animaven a la resta de la població a criticar i investigar les males praxis. La pressió que es va exercir cap als empresaris va ser important, fins i tot es van organitzar visites porta per porta d'activistes per tal que els donessin la informació. Aquesta pressió va portar que durant la primera setmana de febrer de 1952, unes 18.000 cartes s'enviessin per declarar els delictes econòmics. El primer mes, 210.000. Un cas interessant és el de l'empresa de coure Dahua on el propietari va confessar haver obtingut il·legalment 50 milions de iuans, però els seus empleats el van seguir criticant i acusant de mentir i finalment va confessar haver obtingut 2 mil milions de iuans il·legalment.

## Conseqüències
El Partit Comunista va anunciar la intenció de no protegir més els negocis privats després d'aquestes campanyes i que els empresaris i capitalistes rebrien un tracte no millor que els estrangers (recordant l'època de la guerra contra les potències estrangeres tant europees com japonesa).
Segons Meisner, historiador centrat en la Xina socialista, les campanyes van servir per a consolidar el poder del Partit a les ciutats (tant l'economia, com l'educació o l'administració), que fins llavors no l'havien pogut obtenir de manera complerta. Finalment, l'autor conclou que "el nou règim era autoritari i repressiu, però les ciutats van ser governades honesta i eficientment per primera vegada en la història de la Xina".